# Atlantic Records
Atlantic Records er et amerikansk pladeselskab, der blev stiftet i 1947. I 1967 blev selskabet et helejet datterselskab til Warner Bros., der siden blev en del af Time Warner, der herefter frasolgte Warner Music Group, som Atlantic i dag er en del af.
Atlantic Recods  blev i 1960'erne et af de vigtige selskaber, der specialiserede sig i  jazz, R&B og soul af  afro-amerikanske artister, såsom Aretha Franklin, Ray Charles, Wilson Pickett, Sam and Dave, Ruth Brown og Otis Redding.
I 1970'erne udgav flere store europæiske artister deres musik i USA under Atlantic Records, der iblandt ABBA, The Rolling Stones, Led Zeppelin, Ringo Starr og Eric Clapton.